# Маркович Анастасія Вікторівна

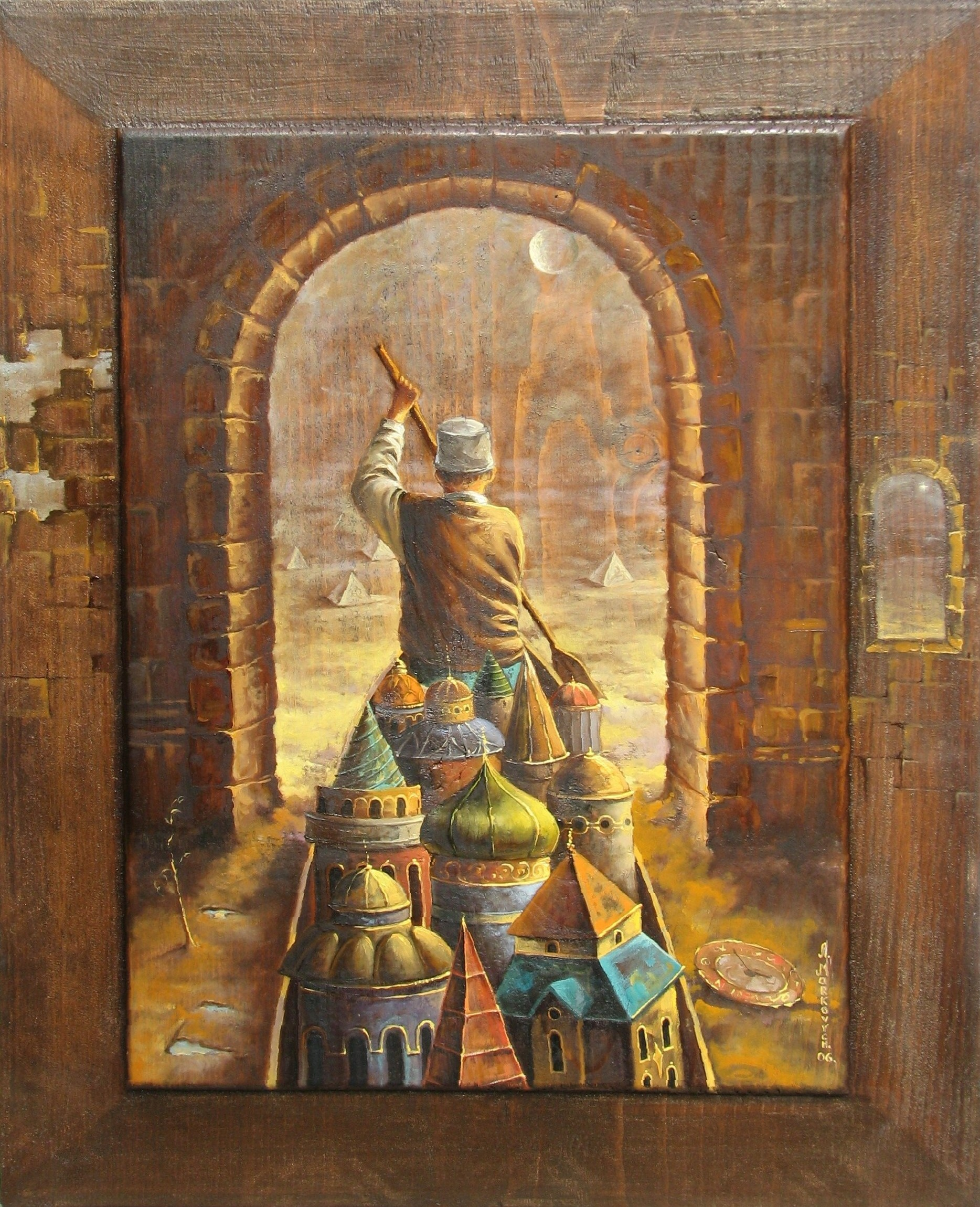
Мандрiвник

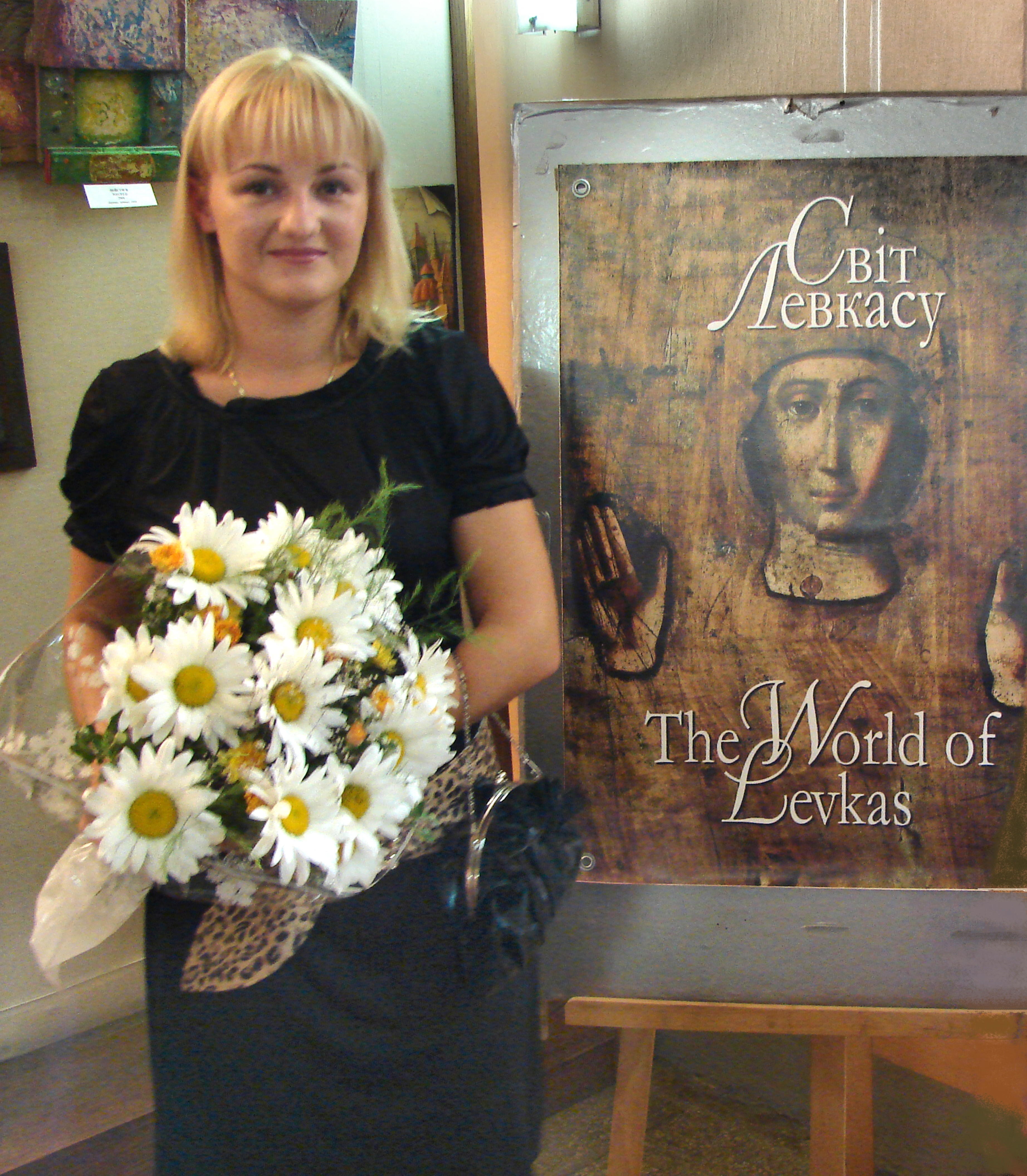
Свiт Левкасу

Анастасія Вікторівна Маркович (нар. 23 жовтня 1979, Бричани, нині Молдова) — українська художниця, працює в стилі сюрреалізму.

## Життєпис
Народилася 23 жовтня 1979 року в м. Бричани, нині Молдова. Πоходить із родини художників. Дочка Віктора і Ірени Марковичів і старша сестра Юрія Марковича. Її батько і брат художники, її мати дизайнерка.
Зі своєю сім'єю переїхала з Молдови до українського міста — Чернівців.
Під час відвідання середньої школи Анастасія навчався з 1990 живопису в Чернівецькому художньому училищі, яке закінчила 1994 році. Після закінчення середньої школи в 1996 році вона вивчала право в місцевий академії права і економіки в дисциплінах криміналістики, цивільного і комерційного права.
Після закінчення середньої школи вона пішла на навчальні поїздки до Польщі, Німеччини, Нідерландів, Бельгії та Франції. Особливе значення мав візит в 2003 році до польських художників Даріуша Міліньського (* 1957) та Томаша Сентовського (* 1961). Для того, щоб розвивати художній талант Анастасії також внесли свій вклад культурні традиції університетського міста Чернівці.
Анастасія Маркович брала участь у багатьох мистецьких виставках в країні і за кордоном. Вона також опублікувала багато ілюстровану книгу «Світ Левкасу» і показує свої роботи в журналах.